# Kay Summersby
Pour les articles homonymes, voir Summersby.
Kathleen Helen Summersby, née MacCarthy-Morrogh le 23 novembre 1908 et morte le 20 janvier 1975, connue sous le nom de Kay Summersby, était un membre du Corps britannique des transports mécanisés (Mechanised Transport Corps (en), ou MTC) durant la Seconde Guerre mondiale, qui servit comme chauffeur et plus tard comme secrétaire personnelle du général américain Dwight D. Eisenhower, lorsqu'il occupe le poste de commandant suprême des forces expéditionnaires alliées (Supreme Commander Allied Expeditionary Force) en Europe du Nord et de l'Ouest. Il est généralement admis que Summersby et Eisenhower sont devenus extrêmement proches pendant la guerre, au point que certains auteurs ont suggéré que leur relation soit devenue intime. Néanmoins, cette hypothèse a été rejetée, tant par leur entourage de l'époque que par la majorité des biographes d'Eisenhower. Leur collaboration prend fin en 1945, quand Eisenhower revient aux États-Unis.
Elle est décorée de la médaille de l'Empire britannique (BEM).

## Jeunesse
Kay Summersby est née à Ballydehob, dans le comté de Cork, en Irlande,, alors sous domination britannique. Elle est la fille de Donald Florence MacCarthy-Morrogh et de Vera Mary MacCarthy-Morrogh (née Hutchinson). Son père est originaire du comté de Kerry, et sa mère est née en Pays de Galles, d'un père anglais et d'une mère irlandaise, également issue d'une branche de la famille Morrogh.
Kay décrit son père, lieutenant-colonel à la retraite du corps des fusiliers royaux de Munster (Royal Munster Fusiliers (en)), comme un « Irlandais noir » (black irish, terme désignant les Irlandais à l'humour plus sombre et aux cheveux bruns ou noirs), et sa mère comme une Anglaise. Jeune, elle emménage à Londres, où elle travaille comme figurante dans les films, s'essaye à la photographie, et devient finalement mannequin. Elle se marie en 1936 à un officier de l'armée britannique, Gordon Thomas Summersby, dont elle garde le nom après leur divorce. Plus tard, elle se fiance à un officier de l'armée américaine, le lieutenant-colonel Richard « Dick » Arnold, peu de temps après son engagement auprès d'Eisenhower ; les fiançailles seront interrompues par la mort de l'officier lors d'une campagne de déminage en Afrique du Nord,.

## Seconde Guerre mondiale

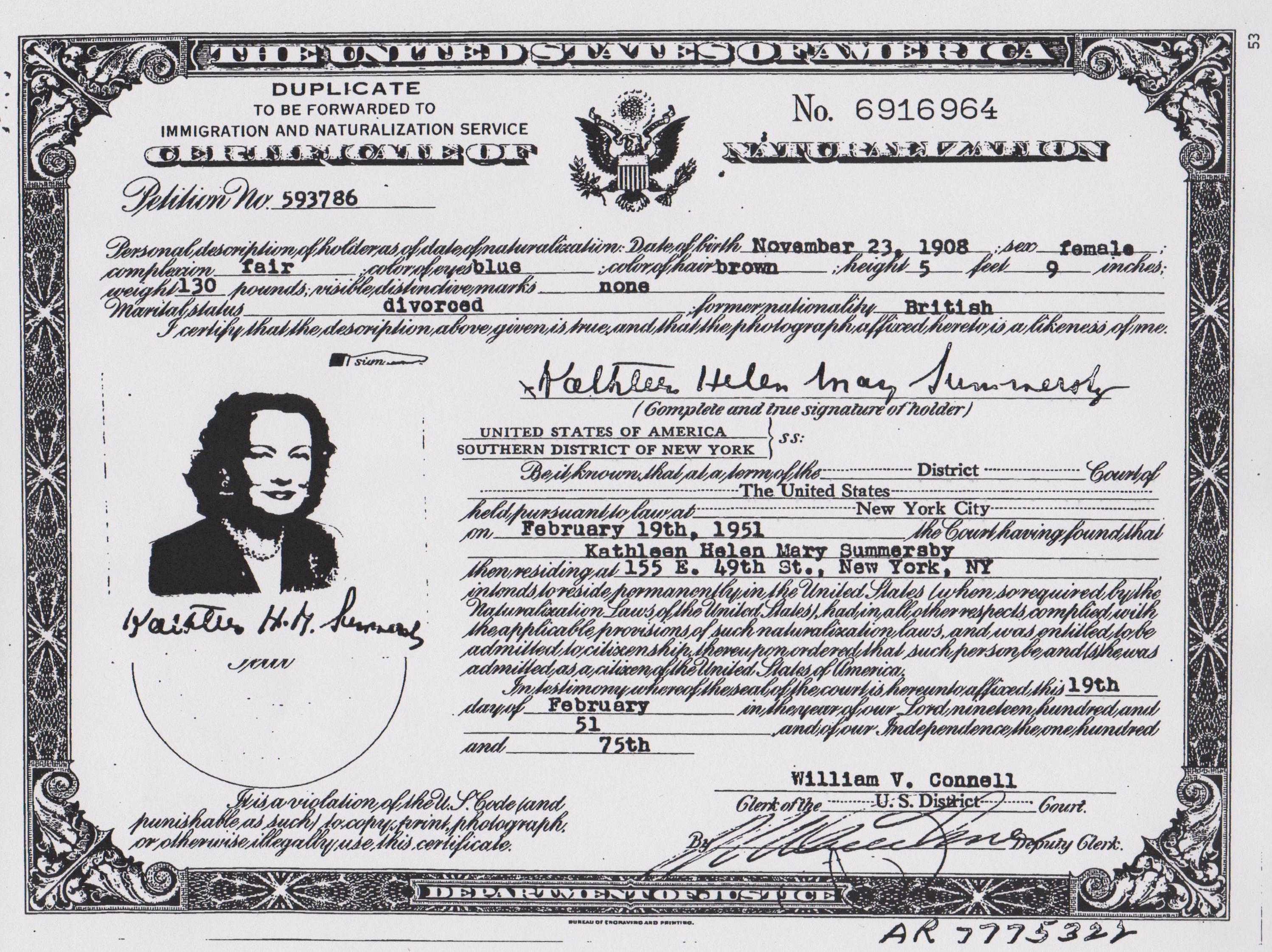
Certificat de naturalisation de Kay Summersby.

Quand la Grande-Bretagne s'engage dans la Seconde Guerre mondiale en 1939, Kay Summersby rejoint le Corps britannique des transports mécanisés (MTC). Elle conduit une ambulance pendant le Blitz en 1940 et 1941, et ses talents pour traverser Londres malgré les coupures de courant et le brouillard sont salués. Quand les États-Unis se joignent aux Alliés après la déclaration de guerre de l'Allemagne en décembre 1941, Kay Summersby est une des nombreuses chauffeurs du MTC à être envoyée au service d'officiers américains haut gradés.
Elle est désignée chauffeur officielle du major général Dwight D. Eisenhower, lors de son arrivée à Londres en mai 1942, qu'elle conduit à bord d'une Packard. À part une brève interruption de plusieurs semaines due à une permission d'Eisenhower aux États-Unis, Kay Summersby est à son service de 1942 à 1945, année où elle devient sa secrétaire à son domicile du Telegraph Cottage à Warren Road, Coombe, Kingston upon Thames. Lors de ces années, Eisenhower monte en grade, jusqu'à devenir général cinq étoiles de l'armée américaine et commandant des opérations en Europe. Avec son aide, Kay Summersby devient citoyenne américaine, et officier dans le Corps d'armée des femmes américaines (US Women's Army Corps, WACs). Elle atteint le grade de capitaine avant de quitter ses fonctions en 1947. Elle aura été la première femme officier ordonnance d'un général cinq étoiles.

## Récompenses et honneurs
Kay Summersby a reçu plusieurs décorations militaires :
- la Bronze Star Medal ;
- la Women's Army Corps Service Medal ;
- l'European-African-Middle Eastern Campaign Medal, avec une campaign star en argent et deux en bronze ;
- la World War II Victory Medal ;
- l'Army of Occupation Medal avec un fermoir « GERMANY » ;
- l'British Empire Medal (Grande-Bretagne) ;
- la Defence Medal (Grande-Bretagne) ;
- la War Medal 1939-1945 (Grande-Bretagne).

Bien que certains sites Internet affirment qu'elle aurait reçu la Legion of Merit, il n'existe aucune source documentaire qui appuie ce fait. La Legion of Merit était décernée aux officiers supérieurs ayant atteint le rang de colonel ou davantage.

## Vie après la guerre
Kay Summersby reçoit la médaille de l'Empire britannique (British Empire Medal, BEM) dans le New Year Honour's List de 1945. L'insigne lui est remis plus de trois ans plus tard, à bord du MV Britannic à New York, accompagné d'une photographie signée de Winston Churchill, qui tenait à ce cadeau. Après la fin de son service en 1947, elle s'installe aux États-Unis, et se fiance un temps à un homme de San Francisco qui n'en veut qu'à son argent. Elle épouse plus tard, en 1952, un agent de change de Wall Street, Reginald H. Morgan, et divorce en 1958. Elle meurt des suites d'un cancer le 20 janvier 1975 à son domicile de Southampton (Long Island).

## Débat sur sa relation avec Eisenhower
Malgré des débats subsistants, aucune preuve formelle ne confirme d'une quelconque liaison amoureuse ou sexuelle entre Eisenhower et Kay Summersby. Leur entourage n'en fait pas mention, et dans Eisenhower Was My Boss (Eisenhower était mon chef), mémoires de Kay Summersby écrites en 1948 en collaboration avec Frank Kearns, aucune ligne ne fait état d'un tel lien.
Dans son autobiographie de 1975, Past Forgetting: My Love Affair with Dwight D. Eisenhower, Kay Summersby raconte cependant explicitement avoir eu une histoire d'amour avec Eisenhower, précisant cependant qu'ils n'ont pas eu de relations intimes. Cette affirmation est soumise à controverse, car Kay Summersby n'a pas dicté le texte ; il a été rédigé par sa collaboratrice Barbara Wyden, alors que Kay Summersby était mourante. Le livre est paru après la mort d'Eisenhower en 1969. L'omission de leur relation dans l'ouvrage de 1948 est expliquée, dans le texte, par la volonté de préserver la vie privée d'Eisenhower. Peu avant sa mort, Kay Summersby déclare ainsi : « Le général est mort. Quand j'ai écrit Eisenhower was my boss en 1948, j'ai omis beaucoup de choses, changé certains détails, souligné d'autres événements pour dissimuler autant que possible l'intimité que j'ai pu avoir avec le général Eisenhower. C'était mieux ainsi ». Le livre mentionne deux moments où leurs rapports ont failli devenir intimes. Sans qu'elle soit devenue sexuelle, leur relation, d'après Kay Summersby, se serait limitée à des baisers volés durant des promenades ou dans des aéroplanes, à se tenir la main, monter à cheval ou jouer au golf ensemble.
Eisenhower n'a mentionné Kay Summersby qu'une fois dans ses mémoires de guerre Crusade in Europe, parmi une liste de collaborateurs. L'historien Carlo D'Este indique que les membres de l'équipe d'Eisenhower ont toujours nié l'existence d'une relation entre eux et considère le livre de 1975 comme « fantaisiste » (fanciful). Cependant, les rumeurs et les taquineries sur cette prétendue relation étaient monnaie courante parmi les soldats qui ne les connaissaient pas personnellement. Le fils d'Eisenhower, John (en), qui fut brièvement son collaborateur, décrit Kay Summersby comme une « Mary Tyler Moore des quartiers généraux. Elle était pleine d'entrain et charmante. Qu'elle ait eu des plans pour le Vieil Homme, et jusqu'à quel point il y a succombé, je ne le saurai jamais ».
Le field marshal Bernard Law Montgomery écrit dans son journal que l'autobiographie de 1975 « n'aurait jamais dû être écrite. Ça ne peut qu'être mauvais pour Eisenhower. Si les généraux américains avaient pour habitude de traiter avec des femmes secrétaires et chauffeurs, comme Eisenhower l'a fait, et d'autres de la manière dont ce livre le décrit, alors ce sont leurs personnages qui s'effondrent aux yeux du monde. À la lecture de ce livre, il est très clair qu'Eisenhower a parlé avec Kay Summersby, cette femme chauffeur, de ce qu'il pensait de généraux sous ses ordres, et échangé sur les sujets les plus secrets, qui sont maintenant exposés au public dans son livre. Ses pensées sur les événements du monde sont éclairantes, puisqu'elles traduisent évidemment celles d'Eisenhower ».
Le président Harry S. Truman rapporte plus tard à l'auteur Merle Miller (en) qu'en 1945, Eisenhower a demandé la permission au général George Marshall de divorcer de sa femme pour pouvoir épouser Kay Summersby, permission qui lui a été refusée. Truman a aussi affirmé que la correspondance entre Marshall et Eisenhower a été retirée des archives et détruite. Néanmoins, le témoignage de Truman sur le sujet a été remis en cause par la plupart des spécialistes,,. Plusieurs historiens expliquent ainsi que Truman fait référence à un souvenir erroné, et insistent sur le fait qu'Eisenhower a demandé la permission d'amener sa femme en Angleterre. D'autres ont spéculé sur le fait que Truman a menti à propos d'Eisenhower en raison de l'animosité qui existait entre les deux hommes, accentuée pendant le fait qu'Eisenhower lui a succédé comme président (Truman déclare par exemple qu'Eisenhower ne l'a jamais invité à la Maison Blanche pendant son mandat). L'historien Robert H. Ferrell (en) déclare quant à lui qu'il n'existe aucune mention de Kay Summersby sur les enregistrements des entretiens de Miller avec Truman, concluant ainsi que Miller a inventé toute l'histoire.
Durant la guerre, Eisenhower a cependant multiplié les gestes d'attention à son égard : rapidement, il emmène son nouveau chauffeur au restaurant londonien The Connaught, outrant le portier. Quand il revient de permission en 1942, il s'arrange pour la retirer du général d'aviation à qui elle avait été attachée pour la reprendre à son service. En Algérie, ils partagent la même tente. Durant une permission, le général emmène Kay faire du cheval au bord de la mer. Il la charge aussi de dactylographier ses courriers à sa femme Mamie, qui regrettait que ses messages soient trop courts. Pas dupe, cette dernière exige par la suite des lettres manuscrites. Durant une autre permission, Eisenhower fait visiter Louxor et Jérusalem à Kay. Par ailleurs, il refuse d'attendre la préparation du Débarquement en Normandie avec Churchill et De Gaulle, préférant rester avec elle. Elle le suit en Sicile, à Paris et à Francfort. À la fin du conflit, c'est lui qui lui fait intégrer le personnel féminin de l'armée américaine, afin de pouvoir continuer à l'avoir dans son équipe. Entre-temps, Mamie Eisenhower a vent de cette relation particulière. Finalement, lorsqu'elle arrive en Amérique, on fait comprendre à Kay Summersby que sa nationalité ne l'autorise plus à travailler pour un général et, sans revoir Eisenhower, elle est affectée loin de Washington, en Californie. En 1951, elle devient officiellement Américaine et, l'année suivante, Eisenhower est élu président des États-Unis.
Jean Edward Smith, biographe d'Eisenhower, écrit : « Qu'Eisenhower et Kay Summersby aient eu une relation intime reste incertain. En revanche, il ne fait aucun doute qu'ils ont été amoureux ». Il considère la version de Miller comme réelle car Garrett Mattingly (en), officier naval à Washington, a raconté la même histoire à ses collègues de l'université Columbia au début des années 1950.
Dans son autobiographie, Omar Bradley écrit qu'ils étaient amoureux et que « leur relation est relativement bien décrite, de ce que j'en sais, dans le second livre de Kay, Past Forgetting ».